# Alectra aberdarica
Alectra aberdarica là loài thực vật có hoa thuộc họ Cỏ chổi. Loài này được Chiov. mô tả khoa học đầu tiên năm 1935.